# Christoph Wolff

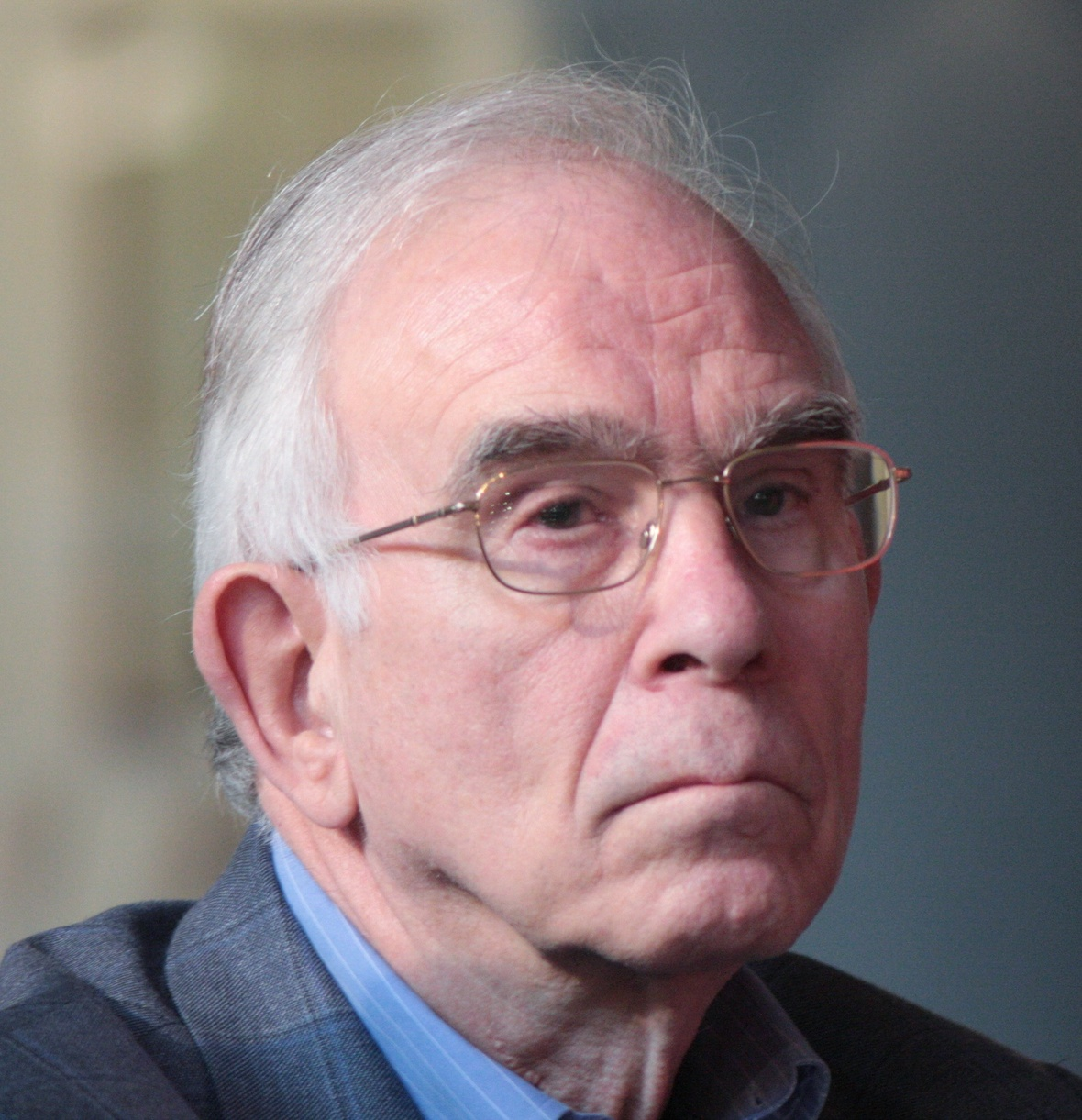
Christoph Wolff im September 2015 im Gewandhaus Leipzig

Christoph Johannes Wolff (* 24. Mai 1940 in Solingen) ist ein deutscher Musikwissenschaftler.

## Leben
Christoph Wolffs Vater war der Theologieprofessor Hans Walter Wolff, seine Mutter die Wuppertaler Fabrikantentochter Annemarie Halstenbach. Sein Bruder ist der Philosoph Michael Wolff.
Wolff studierte Kirchenmusik und Musikwissenschaft in Berlin, Freiburg und Erlangen und promovierte 1966 zum Dr. phil. (Thema: Der stile antico in der Musik Johann Sebastian Bachs. Studien zu Bachs Spätwerk). Nach Lehraufträgen in Erlangen (1963–1968) war er Assistant Professor of Music in Toronto (1968–1970), Associate und Full Professor an der Columbia University in New York (1970–1976), Gastprofessor in Princeton (1973, 1975) und wurde 1976 an die Harvard-Universität in Cambridge, Massachusetts berufen.
Dort übernahm Wolff den William Powell Mason Lehrstuhl für Musikwissenschaft und war von 2001 bis zu seiner Emeritierung 2012 Adams University Professor. 1991 bis 1992 stand er der Universitätsbibliothek vor und war 1992 bis 2000 Dekan der Graduate School of Arts and Sciences. Neben seiner Tätigkeit in Cambridge wurde er 1989 Honorarprofessor an der Albert-Ludwigs-Universität in Freiburg im Breisgau. Von 2001 bis 2013 war er zugleich im Nebenamt Direktor des Bach-Archivs Leipzig.
Bekannt ist er unter anderem für seine Werke zu Musik, Leben und Zeit Wolfgang Amadeus Mozarts und Johann Sebastian Bachs. Seit 1984 is er Mitglied der Akademie für Mozart-Forschung am Mozarteum in Salzburg und übernahm 1996–2005 deren Vorsitz. Beteiligt war er an der Wiederauffindung des Notenarchivs der Sing-Akademie zu Berlin in Kiew 1999, das seit dem Ende des Zweiten Weltkriegs verschollen war und 2001 der Eigentümerin in Berlin wieder zurückgegeben werden konnte.
Seit 2004 ist er als Nachfolger von Harald Heckmann Präsident des Répertoire International des Sources Musicales (RISM). Er ist Vorstandsmitglied des Packard Humanities Institute in Los Altos und Mitglied des Kuratoriums der Stiftung Bach-Archiv Leipzig sowie des forum thomanum Leipzig e. V.

## Ehrungen, Preise und Mitgliedschaften
- 1978: Dent-Medaille, Royal Musical Association, London
- 1982: Aufnahme in die American Academy of Arts and Sciences
- 1992: Staatspreis des Landes Nordrhein-Westfalen
- 1999: Ehrendoktorwürde des New England Conservatory of Music, Boston
- 2001: Korrespondierendes Mitglied der Sächsischen Akademie der Wissenschaften
- 2002: Aufnahme in die American Philosophical Society[2]
- 2004: Kuratoriumsvorsitzender der Internationalen Dieterich-Buxtehude-Gesellschaft[3]
- 2005: Ehrendoktorwürde der Hochschule für Musik Franz Liszt Weimar
- 2005: Ehrendoktorwürde der Friedrich-Schiller-Universität Jena
- 2006: Erster Preisträger des neu gestifteten Bachpreises der Royal Academy of Music in London.
- 2010: Ehrenmitglied der Internationalen Stiftung Mozarteum
- 2014: Ehrenmedaille der Stadt Leipzig[4]
- 2015: Orden Pour le Mérite für Wissenschaften und Künste[5]
- 2016: Großes Bundesverdienstkreuz mit Stern[6]
- 2017: Professor h.c. der National Music Academy in Lviv, Ukraine
- 2018: Ehrendoktorwürde des Oberlin College, Ohio
- 2021: Bach-Medaille der Stadt Leipzig

## Veröffentlichungen (Auswahl)
Bücher:
- Der stile antico in der Musik Johann Sebastian Bachs. Studien zu Bachs Spätwerk (= Archiv für Musikwissenschaft. Beihefte). Steiner, Wiesbaden 1968.
- Mozarts Requiem. Geschichte, Musik, Dokumente. Mit Studienpartitur. 4., korr. Auflage. Bärenreiter, Kassel 1991, ISBN 3-7618-1242-6.
- mit Reinhold Brinkmann (Hrsg.): Driven into Paradise. The Musical Migration from Nazi Germany to the United States of America. University of California Press, Berkeley/Los Angeles 1999, ISBN 0-520-21413-7.
- Johann Sebastian Bach. 5. Auflage. S. Fischer, Frankfurt am Main 2014, ISBN 978-3-596-16739-5.
- Johann Sebastian Bach – Messe in h-Moll (= Bärenreiter Werkeinführungen). Bärenreiter, Kassel, 2. Aufl. 2014, ISBN 978-3-7618-1578-6.
- Vor der Pforte meines Glückes. Mozart im Dienst des Kaisers (1788–1791). Bärenreiter, Kassel 2013, ISBN 978-3-7618-2277-7.
- Autograph mit einem Kommentar von Christoph Wolff: Johann Sebastian Bach: Messe in h-Moll BWV 232 mit Sanctus in D-Dur (1724) BWV 232 III. Bärenreiter Verlag, Kassel 2009, ISBN 978-3-7618-1578-6.
- Bach. Eine Lebensgeschichte in Bildern. A Life in Pictures. Bärenreiter, Kassel 2017 (= Bach-Dokumente IX. NBArev 5), ISBN 978-3-7618-2280-7.
- Bachs Musikalisches Universum: Die Meisterwerke in neuer Perspektive. Bärenreiter/Metzler, Kassel 2023, ISBN 978-3-7618-2497-9

Aufsätze:
- Die Hand eines Handlangers. In: Albrecht Dümling, Peter Girth (Hrsg.): Entartete Musik. Eine kommentierte Rekonstruktion zur Düsseldorfer Ausstellung von 1938. dkv, der Kleine Verlag, Düsseldorf 1988, ISBN 3-924166-29-3. (Über den Musikwissenschaftler  Wolfgang Boetticher und seine Rolle im Dritten Reich.)
- Die Familie. In: Barbara Schwendowius, Wolfgang Dömling (Hrsg.): Johann Sebastian Bach. Zeit, Leben, Wirken. Bärenreiter, Basel/Tours/London 1976, S. 51–67.